# Destroyer (Kiss)
Destroyer és el quart àlbum d'estudi de la banda Kiss.

## Llista de cançons
1. Detroit Rock City – 05:20
2. King of the Night Time World – 03:13
3. God of Thunder – 04:13
4. Great Expectations – 04:21
5. Flaming Youth – 02:55
6. Sweet Pain – 03:20
7. Shout It Out Loud – 02:50
8. Beth – 02:45
9. Do You Love Me – 03:33